# Tournoi de France de football de 1997
Pour les articles homonymes, voir Tournoi de France.
Le Tournoi de France de football de 1997 est un tournoi amical de football qui s'est disputé en France du 3 au 11 juin 1997 en guise de préparation à la coupe du monde de football de 1998.
Les 4 équipes participant au tournoi furent la France, le Brésil, l'Italie et l'Angleterre.
Le tournoi s'est déroulé sous la forme d'une poule unique, chaque équipe disputant 3 matchs, l'équipe terminant en tête remportant le tournoi.
L'Angleterre remporta le tournoi grâce à deux victoires contre l'Italie et la France et une défaite contre le Brésil.
À noter qu'une précédente édition de ce tournoi eut lieu en 1988.

## Villes et stades
| \| Lyon Montpellier Nantes Paris \| Sites du Tournoi de France |
| Lyon Montpellier Nantes Paris                                  |

| Ville       | Stade                 | Match(s)                             |
| ----------- | --------------------- | ------------------------------------ |
| Lyon        | Stade de Gerland      | France- Brésil et Brésil- Italie     |
| Montpellier | Stade de la Mosson    | France- Angleterre                   |
| Nantes      | Stade de la Beaujoire | Angleterre- Italie                   |
| Paris       | Parc des Princes      | Angleterre- Brésil et France- Italie |

Le stade Félix-Bollaert de Lens est initialement pressenti pour recevoir le match  Angleterre- Brésil. Cependant, un retard dans l'aboutissement des travaux de rénovation du stade amène les responsables de celui-ci à renoncer à accueillir cette rencontre.

## Compétition

### Première journée
Le Tournoi de France sert à préparer la Coupe du monde de football 1998. La France invite le Brésil champion du monde 1994, l'Italie son dauphin et l'Angleterre. 
Le match d'ouverture de ce tournoi est le match France-Brésil. Dans les buts français, Fabien Barthez est titulaire car Bernard Lama est suspendu à la suite d'un contrôle positif au cannabis. À la 21e minute les Auriverde ouvrent le score à la suite d'un incroyable coup franc de Roberto Carlos. La France égalisera en seconde période par l'intermédiaire de Marc Keller. Le lendemain, l'Angleterre bat l'Italie 2 buts à 0 en ayant marqué les deux buts en première période.
| 3 juin 1997                       | France     | 1 – 1 | Brésil             | Stade de Gerland, Lyon                              |                                                     |
| 19:45 · Historique des rencontres | Keller 59e |       | 21e Roberto Carlos | Spectateurs : 28 193 Arbitrage : Kim Milton Nielsen | Spectateurs : 28 193 Arbitrage : Kim Milton Nielsen |

| 4 juin 1997                       | Angleterre               | 2 – 0 | Italie | Stade de la Beaujoire, Nantes                 |                                               |
| 19:30 · Historique des rencontres | Scholes 24e · Wright 42e |       |        | Spectateurs : 25 000 Arbitrage : Günter Benkö | Spectateurs : 25 000 Arbitrage : Günter Benkö |

### Deuxième journée
Pour son second match la France est opposée à l'Angleterre au Stade de la Mosson à Montpellier. Aimé Jacquet effectue huit changements par rapport au match disputé contre le Brésil. À la 86e minute, Barthez maîtrise mal un centre de Teddy Sheringham et laisse échapper le ballon. Alan Shearer profite de l'aubaine et inscrit le seul but de la rencontre. Il s'agit de la première défaite à domicile pour l'équipe de France depuis le France-Bulgarie de novembre 1993.
L'autre match de la journée oppose les deux derniers finalistes de la Coupe du monde 1994 : le Brésil et l'Italie. Le match est de toute beauté et s'achève sur un score de 3 à 3. L'Italie avait ouvert le score dès la 7e minute grâce à Alessandro Del Piero avant de doubler la mise à la 24e à la suite d'un coup franc d'Albertini dévié dans son propre but par Aldair. Le Brésil revient à 2-1 quand Lombardo dévie lui aussi dans ses propres but une frappe de Roberto Carlos. À l'heure de jeu, Del Piero signe le doublé en transformant un penalty. Alors qu'il reste 30 minutes de jeu et qu'il est mené 3-1, le Brésil revient au score grâce à Ronaldo et Romário. Ce résultat nul a pour conséquence de sacrer l'Angleterre avant même la dernière journée.
| 7 juin 1997                       | France | 0 – 1 | Angleterre  | Stade de la Mosson, Montpellier               |                                               |
| 19:45 · Historique des rencontres |        |       | 86e Shearer | Spectateurs : 23 000 Arbitrage : Said Belqola | Spectateurs : 23 000 Arbitrage : Said Belqola |

| 8 juin 1997                       | Brésil                                         | 3 – 3 | Italie                                     | Stade de Gerland, Lyon                              |                                                     |
| 19:30 · Historique des rencontres | Lombardo 35e (csc) · Ronaldo 70e · Romário 84e |       | 6e 61e (pen.) Del Piero · 23e (csc) Aldair | Spectateurs : 30 000 Arbitrage : Serge Muhmenthaler | Spectateurs : 30 000 Arbitrage : Serge Muhmenthaler |

### Troisième journée
Le 10 juin, l'Angleterre est battue 1-0 par le Brésil qui termine ainsi le tournoi invaincu et s'assure mathématiquement de la deuxième place. Le lendemain, la France et l'Italie s'affrontent pour ne pas finir dernier. L'équipe de France fait ses adieux au Parc des Princes puisque désormais les Bleus évolueront au Stade de France. Pour ce match, Lionel Charbonnier est titularisé à la place de Barthez. Aimé Jacquet change également sept joueurs de champ par rapport à France-Angleterre. La France ouvre le score à la suite d'un but de Zidane avant que l'Italie n'égalise à l'heure de jeu. À un quart d'heure de la fin Djorkaeff redonne l'avantage aux Bleus mais à une minute de la fin Thuram fait une faute sur Del Piero dans la surface. L'Italien transforme le penalty obtenant l'égalisation et le titre de meilleur buteur du tournoi. 
Pour l'Angleterre, il s'agit du premier trophée remporté hors de ses bases. Après le tournoi, le Brésil s'envole immédiatement pour la Bolivie où il va disputer et gagner la Copa América 1997. Du côté français, la presse critique fortement Aimé Jacquet lui reprochant ses trop nombreux changements et l'absence de victoire dans un tournoi à domicile.
| 10 juin 1997                      | Angleterre | 0 – 1 | Brésil      | Parc des Princes, Paris                           |                                                   |
| 19:30 · Historique des rencontres |            |       | 61e Romário | Spectateurs : 40 000 Arbitrage : John Toro Rendón | Spectateurs : 40 000 Arbitrage : John Toro Rendón |

| 11 juin 1997                      | France                     | 2 – 2 | Italie                               | Parc des Princes, Paris                              |                                                      |
| 19:45 · Historique des rencontres | Zidane 12e · Djorkaeff 73e |       | 61e Casiraghi · 89e (pen.) Del Piero | Spectateurs : 35 000 Arbitrage : Antonio López Nieto | Spectateurs : 35 000 Arbitrage : Antonio López Nieto |

### Classement
L'Angleterre se classe première et remporte la compétition.
| Rang | Équipe     | Pts | J | G | N | P | Bp | Bc | Diff |
| ---- | ---------- | --- | - | - | - | - | -- | -- | ---- |
| 1    | Angleterre | 6   | 3 | 2 | 0 | 1 | 3  | 1  | +2   |
| 2    | Brésil     | 5   | 3 | 1 | 2 | 0 | 5  | 4  | +1   |
| 3    | France     | 2   | 3 | 0 | 2 | 1 | 3  | 4  | -1   |
| 4    | Italie     | 2   | 3 | 0 | 2 | 1 | 5  | 7  | -2   |

### Buteurs

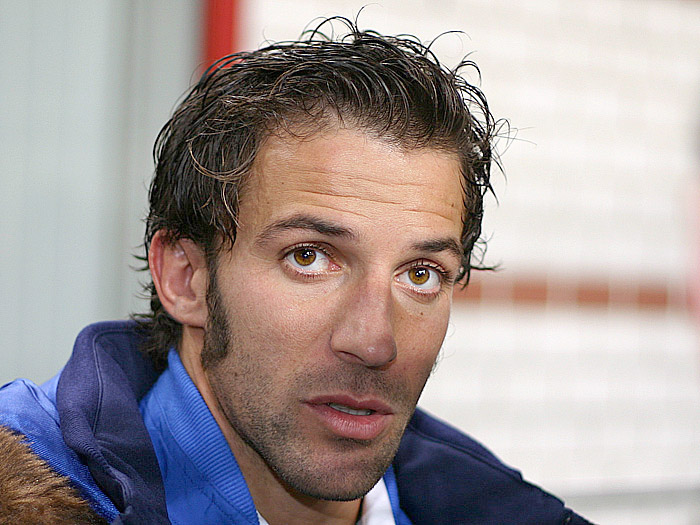
Alessandro Del Piero, meilleur buteur du tournoi

Le meilleur buteur du tournoi est l'Italien Alessandro Del Piero, qui marque un doublé contre le Brésil et un troisième but contre la France. Deux de ses buts sont marqués sur penalty
3 buts
- Alessandro Del Piero

2 buts
- Romário

1 but
- Pierluigi Casiraghi
- Marc Keller - Youri Djorkaeff - Zinédine Zidane
- Ian Wright - Paul Scholes - Alan Shearer
- Roberto Carlos - Ronaldo

but contre son camp
- Attilio Lombardo (un but pour le Brésil)
- Aldair (un but pour l'Italie)

## Parcours lors du mondial 1998
L'Angleterre finit deuxième de sa poule lors du premier tour (2-0 contre la Tunisie et la Colombie, 1-2 contre la Roumanie) et perd en huitième de finale (2-2, 3-4 aux tirs au but face à l'Argentine). 
L'Italie finit première de sa poule (2-2 face au Chili, 3-0 contre le Cameroun et 2-1 face à l'Autriche). En huitièmes de finale, l'Italie s'impose 1-0 face à la Norvège mais s'incline en quart de finale (0-0, 3-4 aux tirs au but contre la France).
La France remporte tous ses matchs de poule (3-0 contre l'Afrique du Sud, 4-0 face à l'Arabie saoudite, 2-1 contre le Danemark). Ensuite, elle bat le Paraguay (1-0 A.P., huitième), l'Italie (0-0, 4-3 aux tirs au but en quart) et la Croatie (2-1, demi-finale) avant de battre le Brésil en finale (3-0).
Le Brésil finit premier de sa poule avec 2 victoires (2-1 contre l'Écosse et 3-0 face au Maroc) et 1 défaite (1-2 contre la Norvège). En huitième, il s'impose 4-1 face au Chili avant de battre le Danemark (3-2, quart de finale) et les Pays-Bas (1-1, 4-2 aux tirs au but) en demi-finale. En finale, il est vaincu par la France (0-3).

## Sources
- Eugène Saccomano, Une saison de football 97, p. 174-179.
- Gérard Ejnès, Le livre d'or du football 1997, p. 105-114.